# Calcio a 5 Manfredonia
L'Associazione Sportiva Dilettantistica Calcio a 5 Manfredonia è una squadra italiana di calcio a 5, con sede a Manfredonia, in provincia di Foggia.

## Storia

### Serie C
L'embrione della società risale al 1995 quando un gruppo di amici, da anni impegnati nei tornei amatoriali locali, decidono di dare vita a una società sportiva che tre anni più tardi viene affiliata alla FIGC. Nelle prime stagioni la "Sport Sipontum" – così chiamata per distinguerla da altre compagini cittadine – partecipa al campionato regionale pugliese senza imperativi di risultato, proponendosi fondamentalmente come un'attività ricreativa per i suoi tesserati. La stagione 2002-03 è quella della svolta, grazie anche all'ingresso di nuovi dirigenti che vanno ad affiancare il presidente Pasquale Spera e il suo vice Matteo Pacilli. La squadra si qualifica per la prima volta ai play-off, nei quali viene eliminata al primo turno. Con la scissione del campionato regionale in due categorie, durante l'estate la Sipontum viene tuttavia ammessa nella neonata Serie C1. Nella stagione 2003-04 la presidenza della società viene assunta da Fabio De Salvia, che imporrà alla squadra una mentalità più competitiva. I risultati non tardano ad arrivare: superate nei play-off le forti Martina e Azzurri Conversano, la squadra sipontina conquista la promozione in Serie B.

### Serie B
Ribattezzata nel 2006 "Calcio a 5 Manfredonia", la squadra si consacra gradualmente come una delle realtà più stabili e longeve della Serie B, disputandovi – pur con qualche difficoltà – quindici edizioni consecutive. In occasione del ventennale della fondazione, nel campionato 2017-18 la società, presieduta nel frattempo da Sante Leone, assembla una squadra competitiva, dichiarando di non accontentarsi della salvezza. Nonostante al termine della stagione regolare il Manfredonia si classifichi al quinto posto, miglior piazzamento ottenuto fino ad allora, e si qualifichi per la prima volta ai play-off promozione, il salto di categoria è rimandato alla stagione seguente. La regolarità nelle prestazioni fornite durante l'intera stagione 2018-19 consentono alla squadra di migliorare di una posizione il piazzamento precedente e prendere parte nuovamente ai play-off, circoscritti per la prima volta ai singoli gironi della categoria. Dopo aver eliminato le Aquile Molfetta nel primo turno, in quello successivo il Manfredonia supera anche il Lausdomini, ribaltando in trasferta la sconfitta patita all'andata e quindi aggiudicandosi ai rigori la promozione in Serie A2. 

## Cronistoria
| Cronistoria del C5 Manfredonia |
| --- |
| - 1998 · Fondazione della Sport Sipontum C5. - 1998-99 · Disputa il campionato regionale pugliese. - 1999-00 · Disputa il campionato regionale pugliese. - 2000-01 · Disputa il campionato regionale pugliese. - 2001-02 · Disputa il campionato regionale pugliese. - 2002-03 · Disputa il campionato regionale pugliese. Ammessa in Serie C1. - 2003-04 · 1ª in Serie C1 Puglia. Promossa in Serie B. - 2004-05 · 9ª nel girone D di Serie B. 1º turno di Coppa Italia di Serie B. - 2005-06 · 12ª nel girone D di Serie B. Retrocessa in Serie C1, viene ripescata. 1º turno di Coppa Italia di Serie B. - 2006 · Assume la denominazione C5 Manfredonia. - 2006-07 · 11ª nel girone D di Serie B. Vince i play-out. 1º turno di Coppa Italia di Serie B. - 2007-08 · 11ª nel girone D di Serie B. Vince i play-out. 1º turno di Coppa Italia di Serie B. - 2008-09 · 12ª nel girone D di Serie B. Retrocessa in Serie C1, viene ripescata. 1º turno di Coppa Italia di Serie B. - 2009-10 · 10ª nel girone D di Serie B. Retrocessa in Serie C1, viene ripescata. Sconfitta ai play-out. 1º turno di Coppa Italia di Serie B. - 2010-11 · 6ª nel girone D di Serie B. - 2011-12 · 10ª nel girone D di Serie B. Vince i play-out. - 2012-13 · 8ª nel girone C di Serie B. - 2013-14 · 7ª nel girone E di Serie B. - 2014-15 · 7ª nel girone E di Serie B. - 2015-16 · 6ª nel girone F di Serie B. - 2016-17 · 10ª nel girone F di Serie B. - 2017-18 · 5ª nel girone F di Serie B. 1º turno play-off promozione. 1º turno di Coppa Italia di Serie B. 2º turno di Coppa della Divisione. - 2018-19 · 4ª nel girone F di Serie B. Promossa in Serie A2. Vince i play-off promozione. 1º turno di Coppa Italia di Serie B. 2º turno di Coppa della Divisione. - 2019-20 · 5ª nel girone C di Serie A2. 2º turno di Coppa della Divisione. - 2020-21 · 1ª nel girone C di Serie A2. Promossa in Serie A. - 2021-22 · 14ª in Serie A. Retrocessa in Serie A2. - 2022-23 · 11ª nel girone C di Serie A2. 2º turno di Coppa Italia di Serie A2. 2º turno di Coppa della Divisione. - 2023-24 · 2ª nel girone B di Serie A2 Élite. Promossa in Serie A. Vince i play-off promozione. 2º turno di Coppa Italia di Serie A2 Élite. 1º turno di Coppa della Divisione. - 2024-25 · 15ª in Serie A. Retrocessa in Serie A2 Élite. Turno preliminare di Coppa della Divisione. |

## Statistiche
| Livello | Categoria | Partecipazioni | Debutto   | Ultima stagione | Totale |
| ------- | --------- | -------------- | --------- | --------------- | ------ |
| 1°      | Serie A   | 1              | 2021-2022 | 2021-2022       | 1      |
| 2°      | Serie A2  | 3              | 2019-2020 | 2022-2023       | 3      |
| 3°      | Serie B   | 15             | 2004-2005 | 2018-2019       | 15     |
| 4º      | Serie C   | 5              | 1998-1999 | 2002-2003       | 6      |
| 4º      | Serie C1  | 1              | 2003-2004 | 2003-2004       | 6      |

### Competizioni nazionali
- Campionato di Serie A2: 1
2020-2021 (girone C)